# Перепутанные наследники
«Перепутанные наследники» (англ. Splitting Heirs) — кинофильм режиссёра Роберта Янга.

## Сюжет
Томми — наследник богатого дворянского титула. Вот только никто об этом не знает, потому что Томми потеряли в детстве и его вырастила семья выходцев из Индии. Томми подрос, занялся финансами. Он поступил в банк, которым владел герцог Борнемаут (герцог Борнмутский). Однажды ему доверяют встретить некоего американца по имени Генри, прилетающего в Лондон. Встретив этого «американского джентльмена» Томми неплохо покутил с ним ночью, в том числе сняв 500 фунтов из своего банка. Начальник отдела грозится уволить Томми за это, и приказывает в понедельник явиться на ковёр к владельцу банка. Но в понедельник оказывается, что старый герцог утонул во время рыбалки, а американский приятель Томми — новый герцог Борнмутский и новый владелец банка. И увольняют не Томми, а его начальника. Будучи на похоронах старого герцога, Томми знакомится с его женой, проявившей к нему интерес, и случайно получает в дар ложечку с гербом герцога Борнмутского. Увидев эту ложечку, индийская мать Томми признается, что он приёмный сын. И что когда они Томми нашли, то в колыбели лежала серебряная погремушка, герб на которой (пума) совпадает с гербом на ложечке. Теперь Томми хочет знать истину.

## В ролях
- Рик Моранис — Генри
- Эрик Айдл — Томми
- Барбара Херши — Герцогиня Люсинда
- Кэтрин Зета-Джонс — Китти
- Джон Клиз — Шадграйнд, адвокат
- Сэйди Фрост — Анджела, секретарша Томми
- Стрэтфорд Джонс[англ.] — Батлер
- Бренда Брюс — кухарка миссис Буллок «Булли»
- Уильям Лео Франклин[англ.] — Эндрюс
- Charubala Chokshi — Миссис Пател, приёмная мать Томми
- Джереми Клайд[англ.] — 14-й герцог Борнмутский
- Ричард Хью[англ.] — Бриттл
- Бриджет МакКоннел[англ.] — няня
- Луиза Дауни[англ.] — Дорин, танцовщица на мальчишнике
- Эрик Сайкс — швейцар

## Саундтрек
- «I Put a Spell on You» — Нина Симон
- «Someone stole my baby» — Эрик Айдл
- «La Mère» — Эрик Айдл
- «It’s a long way to Tipperary» (рус. «Долог путь до Типперери») — маршевая песня британской армии
- «Remember not Lord our offences» — слова Генри Пёрселла, английского композитора (1659—1695)
- «The wedding blues» — Pete Martin’s Jazz Kings